# 柳奭
柳奭（6世纪—659年），字子邵，蒲州解县（今山西省运城市临猗县）人，出自河东柳氏西眷。唐朝高宗时的宰相，同时是高宗皇后王氏的舅舅。王皇后失宠後，柳奭感到形势不稳，在654年提出辞职。655年王皇后被废後，柳奭也被流放。武皇后在659年对反对她为皇后的大臣大开杀戒，柳奭被处死。

## 生平
柳奭的曾祖父是北魏尚书左仆射柳庆，祖父柳旦是隋朝太常少卿、新城县公，父亲柳則是隋朝左卫骑曹，死在出使的高句丽。柳奭亲自去高句丽迎回父亲的遗体，被高句丽所景仰。柳奭在唐太宗贞观年间任中书舍人，后因外甥女王氏为太子妃，升任兵部侍郎。
651年，唐高宗因为王皇后是柳奭的外甥女，所以任命柳奭为中書侍郎（中書省的副长官），同中書門下三品，成为宰相。652年，唐高宗再提升他为中書省的长官中書令。王皇后没有儿子，柳奭建议她收养高宗的庶长子李忠（刘宫人所生）为皇太子。王皇后向高宗皇帝提出，唐高宗同意，也得到了元老长孙无忌等人的支持。652年，高宗立李忠为太子。
654年，王皇后失宠後，唐高宗开始宠爱武昭仪。由于王皇后不善于使妃嫔、宫女效忠于己，而武昭仪善于此道。柳奭和他的姐妹魏国夫人柳氏（王皇后母亲）也不被后宫礼遇。654年，柳奭不安，向唐高宗提出解除自己宰相职务的请求，唐高宗同意了，命他担任吏部尚书，罢相。
655年，王皇后和她的母亲柳氏用巫蛊之术以求皇帝再次宠爱皇后，受到武昭仪的指控。唐高宗禁止柳氏入宫，将柳奭贬出长安，为遂州（今四川遂宁）刺史。当他走到岐州（今陕西宝鸡）的时候，岐州长史于承素奉密旨指控柳奭泄露宫中的谈话，唐高宗再将他贬为榮州（今四川自贡）刺史。之後，高宗皇帝废黜王皇后立武昭仪为皇后，不久王皇后和萧淑妃就被武皇后杀死。
657年，武皇后的支持者许敬宗、李义府指控曾经反对废王立武的宰相韩瑗、来济勾结被流放到桂州的前宰相褚遂良，心怀不轨。韩瑗贬到振州（今海南三亚）为刺史，来济贬到台州，褚遂良贬到爱州，柳奭贬到象州（今广西来宾），终身不许回京。659年，武后指使许敬宗诬告长孙无忌、褚遂良（当时已死）、柳奭、韩瑗一起谋反，柳奭的罪名是通宫掖，谋行鸩毒。长孙无忌被流放之後被逼自杀，柳奭、韩瑗贬为庶民。659年秋，高宗皇帝派使者处死韩瑗、柳奭和长孙无忌的侄子長孫恩，柳奭在象州被处死。柳奭的家族被流放到了岭南，亲属在桂州（今广西桂林）为奴婢。他的一个孙女柳氏没入掖庭后，则在680年左右成为皇子李旦即唐睿宗的姬妾。
唐高宗在684年初驾崩，武皇后夺得权力，在690年称皇帝，705年传位于儿子唐中宗。柳奭的官爵被恢复，被流放的柳家家属被赦免。唐中宗的侄子唐玄宗开元（713年-741年）初年，柳奭的堂侄孙柳渙为中书舍人，他上表申诉柳奭是被冤杀，虽然官爵恢复，但他依然埋在千里之外。只有一个曾孙柳無恭，依然在龚州，和流放一样。唐玄宗下诏将柳奭改葬其家乡蒲州，柳無恭护送柳奭棺椁回乡。柳無恭最后一直做到潭州（今湖南长沙）都督。

## 家庭

### 父母
- 柳则，隋朝司农寺导官署令
- 贺若氏，海陵公贺若谊孙女，大都督贺若祥长女[1]

### 儿子
- 柳知人，水部郎中
- 柳爽
- 柳產，膳部員外郎